# Girolamo Fracastoro

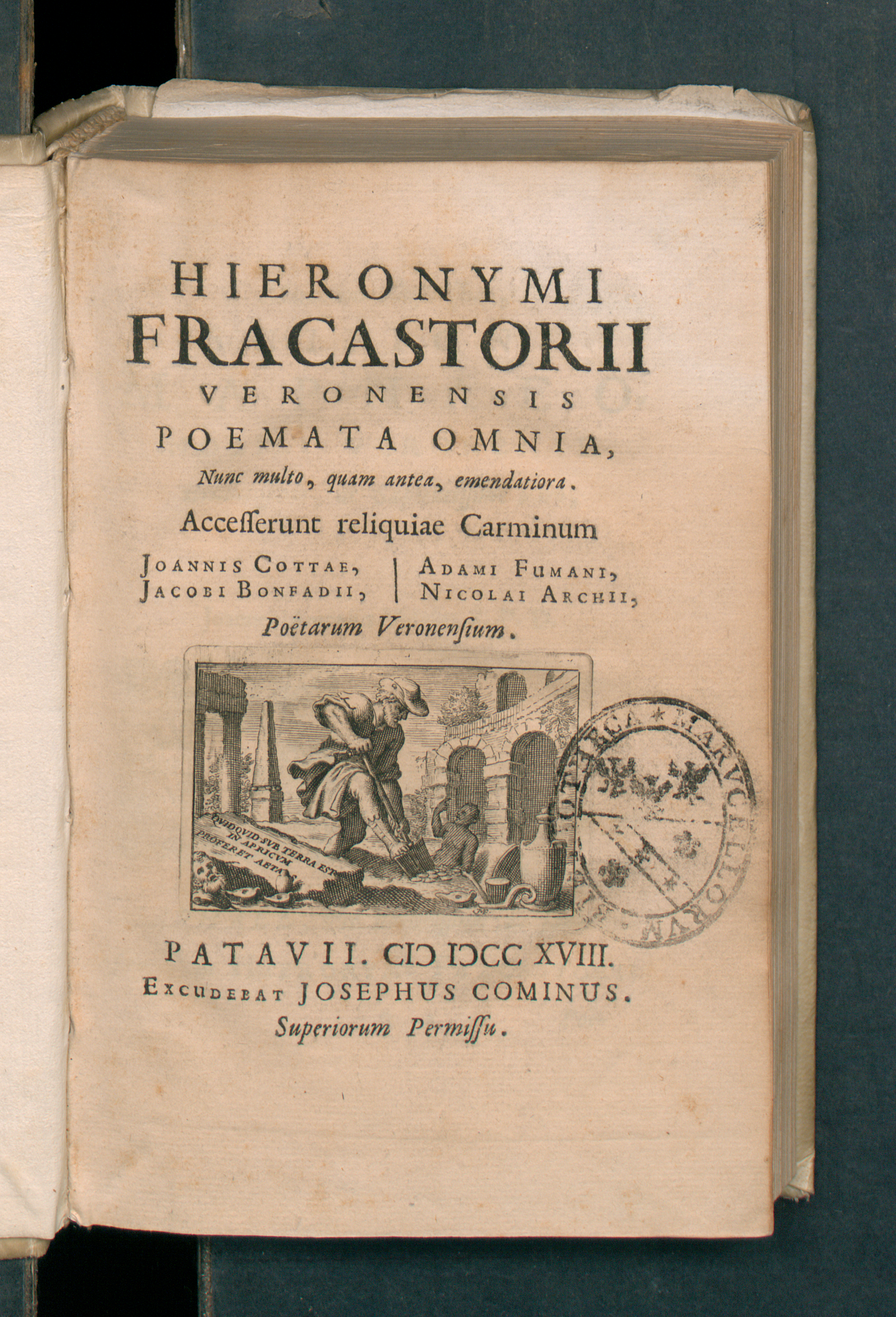
Poemata omnia, 1718

Girolamo Fracastoro (Fracastorius) (Verona, 1478 — Incaffi, 8 de agosto de 1553) foi um médico, matemático, geógrafo e poeta italiano. 

## Vida
Nascido de uma antiga família Veronesa, foi educado em Pádua onde aos 19 anos de idade foi nomeado professor da Universidade. Por conta de sua eminência na prática de medicina, foi eleito médico do Concílio de Trento. Uma estátua de bronze foi erigida em sua homenagem pelos cidadãos de Pádua, enquanto sua cidade natal comemora seu grandioso compatriota com uma estátua de mármore. Ele viveu e exerceu a medicina em sua cidade natal. Em 1546 ele propôs que as doenças infecciosas fossem causadas por minúsculas partículas transferíveis, ou "esporos", que poderiam transmitir as infecções por contato direto ou indireto, ou mesmo sem contatos, através de longas distâncias. Em sua obra, os "esporos" das doenças poderiam se referir a produtos químicos e não a entidades vivas.
"Eu chamo de fomites [do latim, fomes -- material usado para iniciar o fogo] tais coisas como roupas, lençois, etc., que apesar de não serem corrompidos por si próprios, podem entretanto lançar as sementes essenciais do contágio e assim causar a infecção."
Suas teorias continuaram influentes por quase três séculos antes de serem substituídas pela teoria dos germes.

O nome da Sífilis foi tirado do poema épico de três livros escrito em 1530 por Fracastoro: 
'Syphilis sive morbus gallicus ("Sífilis ou a Doença Francesa"), sobre um pastor chamado Syphilis. O poema sugere que o uso de mercúrio e guaiaco serviriam de cura para a doença. Seu livro de 1546 (De contagione -- "Sobre o Contágio") - também nos dá uma descrição da tifo. 
As obras completas de Fracastoro foram publicadas pela primeira vez em 1555.

## Obras
- Syphilidis, sive Morbi Gallici (1530)
- Di Vini Temperatura (1534)
- Homocentricorum sive de Stellis, de Causis Criticorum Dierum Libellus (1535)
- Homocentrica (1538)
- De Contagione et Contagiosis Morbis (1546)
- Syphilis  sive  de  morbo  gallico (Poem 1539)